# Sajó

Kaart van de Sajó.

De Sajó (Slowaaks: Slaná) is een zijrivier van de Tisza in Slowakije en Hongarije. Haar lengte bedraagt 235 km, waarvan 110 km op Slowaaks en 125 km op Hongaars grondgebied. Het stroomgebied meet 5.545 km².
De bron van de rivier ligt in de Lage Tatra in de buurt van Dobšiná. De rivier loopt langs (niet door) de Hongaarse industriestad Miskolc en bereikt de Tisza bij Tiszaújváros. Het Hongaarse traject loopt door een belangrijk mijnbouw- en industriegebied en de rivier behoorde om die reden lange tijd tot de meest vervuilde van het land. De neergang van de industrie heeft inmiddels een verbetering van de waterkwaliteit in de hand gewerkt.
De grootste zijrivier van de Sajó is de Hornád (Hernád).
- Gemeinsame Normdatei: 4560530-0
- Library of Congress Control Number: sh2016002688
- Nationale Bibliotheek van Tsjechië: ge778792
- Nationale Bibliotheek van Israël: 987007402014905171
- Virtual International Authority File: 244734461